# Nebrioporus rotundatus
Nebrioporus rotundatus är en skalbaggsart som först beskrevs av Leconte 1863.  Nebrioporus rotundatus ingår i släktet Nebrioporus och familjen dykare. Inga underarter finns listade i Catalogue of Life.